# Österreichisches Jungvolk

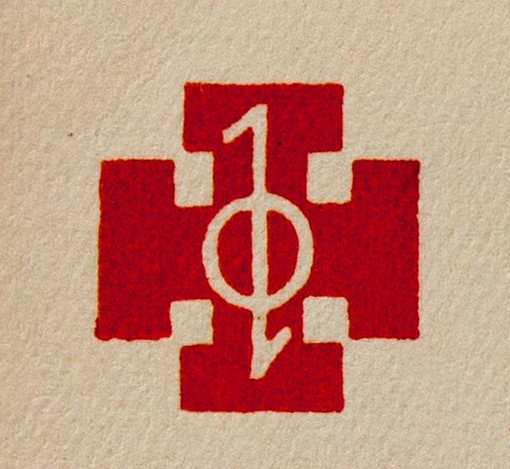
Emblem des Österreichischen Jungvolks. Das Kruckenkreuz war Symbol der austrofaschistischen Vaterländischen Front und des von ihr regierten Ständestaates, darin das Vereinsabzeichen.

Das Österreichische Jungvolk (ÖJV) war die Staatsjugendorganisation in der Zeit des Austrofaschismus. Es wurde im August 1936 gegründet und umfasste zum Zeitpunkt seiner Auflösung 1938 rund 350.000 Mitglieder zwischen dem 6. und 18. Lebensjahr. Es stellte die Nachwuchsorganisation der Vaterländischen Front dar.

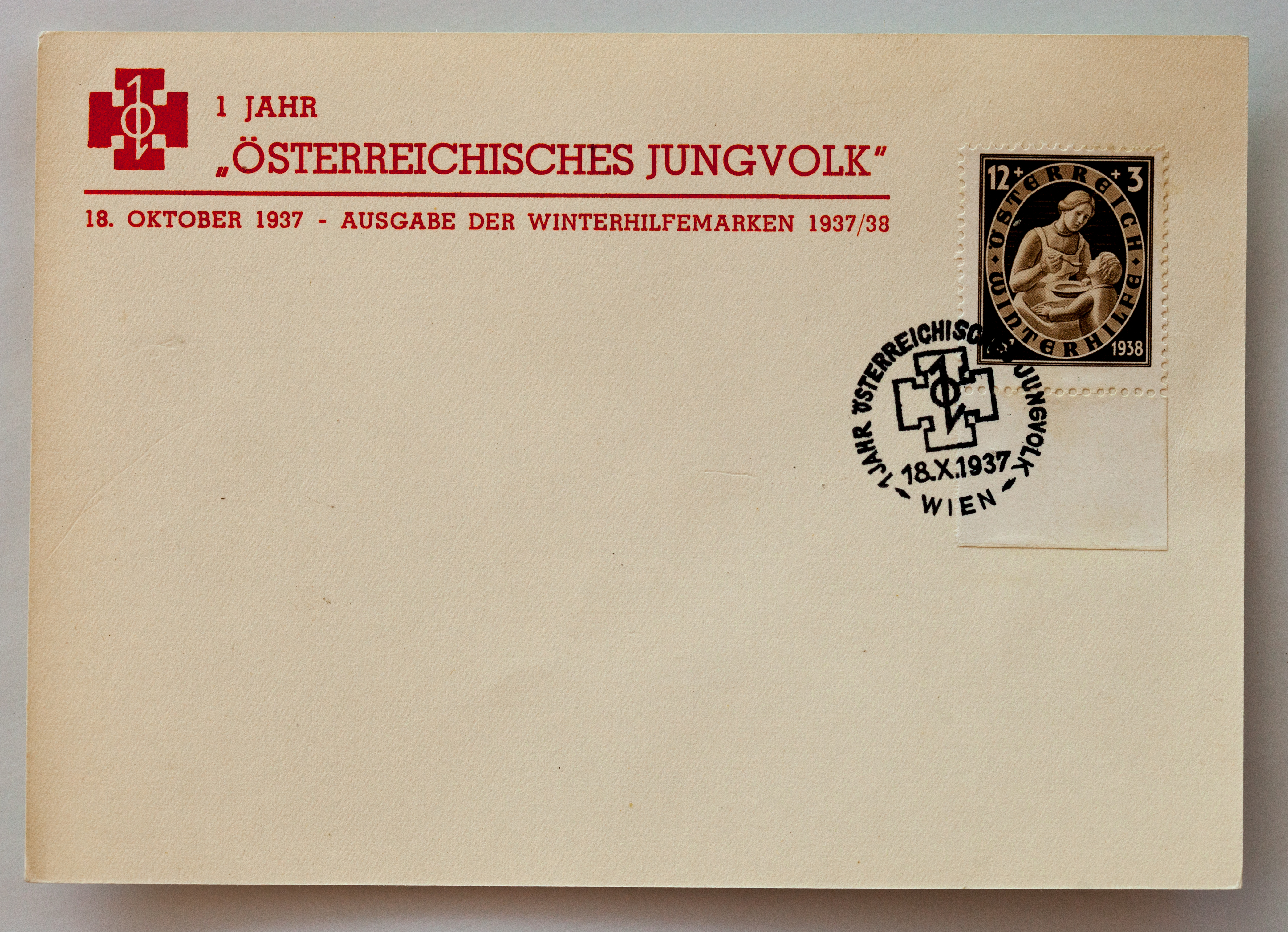
Ersttagsbrief: 1 Jahr Österreichisches Jungvolk (18. Oktober 1937; Emblem: links oben)

## Vorgeschichte
Bereits 1933 unter Engelbert Dollfuß gab es Pläne, eine „unpolitische, vaterländische Jugendorganisation“ mit dem Namen „Jung-Vaterland“ einzurichten. Im März 1934 wurden die katholischen Jugendverbände in der „Österreichischen Jungfront“ vereinigt, offiziell zur Wahrung der vaterländischen Interessen, hauptsächlich aber dafür, der geplanten Staatsjugend geschlossen und gestärkt entgegentreten zu können. Eine Organisation „Jung-Vaterland“ wurde auch ins Leben gerufen, allerdings als Organisation der Heimwehr (die zu der Zeit als „Österreichischer Heimatschutz“ auftrat), sie hatte schließlich österreichweit 70.000 Mitglieder in 2000 Ortsgruppen.
Die Vaterländische Front wünschte sich eine Jugendorganisation in Anlehnung an die italienische Balilla oder die deutsche Hitlerjugend. Der Gründung 1936 ging eine Arbeitsgemeinschaft der Jugendorganisationen des Österreichischen Heimatschutz, Jung-Vaterland, und Ostmärkische Sturmscharen, Ostmarkjugend, voraus.

## Gründung und Entwicklung
Am 12. August 1936 gab Guido Zernatto erstmals die Bezeichnung der geplanten Jugendorganisation, „Österreichisches Jungvolk“, bekannt. Gegründet wurde das ÖJV am 28. August 1936 durch den Zusammenschluss von Jung-Vaterland und Ostmarkjugend. Im Gesetz über die vaterländische Erziehung der Jugend außerhalb der Schule, welches am nächsten Tag in Kraft trat, wurden sämtliche nicht-konfessionellen Jugendvereine und -gruppen außerhalb der Staatsjugend einer Genehmigungspflicht unterworfen. Der Weiterbestand von Jugendgruppen war an den Beitritt der Vereinsmitglieder zum ÖJV geknüpft, sofern es sich nicht um Verbände ausschließlich zum Zweck der Berufsausbildung handelte oder um katholische Jugendorganisationen.
Im November 1936 trat die Christlich-deutsche Turnerjugend dem ÖJV bei.
Zu einem weiteren starken Mitgliederzuwachs kam es, als im Laufe des Jahres 1937 auch die mitgliederstarken katholischen Jugendverbände in die Staatsjugend eingegliedert wurden. Dies geschah auf Druck des Regimes und gegen die Vereinbarungen des 1933 unterzeichneten Konkordats, in welchem die katholischen Jugendverbände in ihrem Bestand garantiert worden waren. Allerdings bewahrte sich die Kirche eine gewisse Eigenständigkeit, die Mitglieder ihrer Jugendorganisationen hatten eine Mitgliedschaft in beiden Organisationen und sie konnten auch nur mit Zustimmung der kirchlichen Behörden zu Veranstaltungen des ÖJV herangezogen werden.
Auch wenn die Mitgliedschaft nie obligatorisch war, wurde die Monopolstellung des ÖJV schrittweise ausgebaut. So wurden die Zulassung zur Offizierslaufbahn im Bundesheer oder die Gewährung von Schulgeldermäßigung an eine Mitgliedschaft in der Staatsjugend geknüpft. Auch nach der Mitgliedersperre für die Vaterländische Front (VF) am 31. Oktober 1937 konnten Mitglieder des ÖJV, die das 18. Lebensjahr erreichten, noch in die VF aufgenommen werden.
Dennoch konnte die vom Regime beabsichtigte Zusammenfassung der gesamten österreichischen Jugend im ÖJV letztlich nicht realisiert werden. Dies lag unter anderem an der umfangreichen Tätigkeit regimefeindlicher, illegaler Jugendverbände, insbesondere der österreichischen Hitlerjugend, aber auch der Revolutionären Sozialistischen Jugend sowie des Kommunistischen Jugendverband Österreichs. Diese Gruppen versuchten, zuweilen erfolgreich, die Staatsjugend zu unterwandern und die politisch indifferenten Mitglieder im regimefeindlichen Sinne zu beeinflussen. Weitere Gründe waren die völlig unzureichende finanzielle Ausstattung sowie die Feindseligkeit weiter Teile der katholischen Geistlichkeit gegenüber der Staatsjugend.
Lange ungeklärt blieb die Frage, ob auch protestantische oder jüdische Jugendvereine (wie die Betar oder die Hakoah) in das ÖJV aufgenommen werden sollten. Schließlich wurden im Jänner 1938 beschlossen, dass mit protestantischen Jugendverbänden die gleichen Abmachungen zu treffen seien wie mit katholischen, die jüdischen Vereine aber im neugegründeten Jüdischen Jugendbund Österreichs zusammengefasst werden sollten. Wohl geschah dies mit Rücksicht auf den latenten Antisemitismus in weiten Teilen der Bevölkerung, offiziell hieß es, dies sei nicht als Antisemitismus aufzufassen, aber „es sei jüdischen Eltern kaum zuzumuten, ihre Kinder in eine Organisation zu schicken, in der die Jugend den Grundsätzen des Christentums gemäß erzogen wird“ und man wolle „der selbstgewählten Sonderstellung des Judentums Rechnung tragen.“ Allerdings war Juden der Beitritt zum ÖJV nicht explizit untersagt. Durch den eingegliederten, überkonfessionellen Österreichischen Pfadfinderbund war auch eine größere Zahl jüdischer Jugendlicher in die Staatsjugend integriert.
Als im März 1938 nach dem Berchtesgadener Abkommen eine Machtübernahme der Nationalsozialisten immer wahrscheinlicher wurde, traten viele linksgerichtete Jugendliche, darunter Hugo Pepper, dem ÖJV in der Hoffnung bei, eine Einheitsfront der Jugend gegen die nationalsozialistische Bedrohung bilden zu können. Tatsächlich war die Staatsjugend in den Tagen vor dem Anschluss Österreichs eine der wenigen aktiven Organisationen aufseiten des Regimes.

## Auflösung
Nach dem „Anschluss“ wurde das ÖJV aufgelöst. Während sich die meisten Mitglieder widerstandslos in die Hitlerjugend eingliedern ließen, entschloss sich eine kleine Zahl ehemaliger Mitglieder zum aktiven Widerstand gegen den Nationalsozialismus. Bekannte ÖJV-Mitglieder im katholisch-konservativen Jugendwiderstand waren etwa die Brüder Fritz und Otto Molden sowie der Jurist Hubert Jurasek.

## Organisation
Geführt wurde das ÖJV laut seinen Statuten durch ein Direktorium. Dieses bestand aus Bundeskanzler Kurt Schuschnigg, Staatssekretär Guido Zernatto, Unterrichtsminister Hans Pernter, sowie dem seit Mai 1936 faktisch entmachteten ehemaligen Heimwehrführer Ernst Rüdiger Starhemberg. Die praktische Leitung hatte der Bundesjugendführer Georg Thurn-Valsassina, ein Schwager Starhembergs inne. Ihm unterstanden die neun Landesjugendführer und in weiterer Folge die Bezirksjugendführer und Ortsjugendführer. Unabhängig von den ÖJV-Ortsgruppen bestanden an vielen höheren Schulen Gruppen des so genannten Studentenfreikorps. Diese wurden im Unterschied zu den gewöhnlichen Ortsgruppen nicht von erwachsenen Jugendführern geleitet, sondern von Obermittelschülern.

## Erziehungsinhalte
Die Inhalte des ÖJV orientierten sich stark an den Staatsjugendorganisationen Deutschlands und Italiens. In der männlichen Teilorganisation wurde der körperlichen Ertüchtigung sowie der vormilitärischen Erziehung absolute Priorität eingeräumt. So waren in der Altersgruppe der 14- bis 18-Jährigen monatlich ein Geländekampftag mit Kleinkaliberschießen und Ausbildung am Funkgerät sowie vier Leibesübungsstunden vorgesehen. Daneben beinhaltete das Arbeitsprogramm eine vaterländisch-kulturelle Schulung sowie wie in geringem Maße eine sittlich-religiöse Unterweisung, die vom jeweiligen Ortsgeistlichen durchgeführt wurde. Bei den weiblichen ÖJV-Gruppen standen neben Wandernachmittagen und Turnen vor allem Schulung in reproduktiven Tätigkeiten wie Kochen, Kinderbetreuung und Nähen im Vordergrund.

## Uniform und Symbole
Die Uniform der männlichen Mitglieder war stark an die Adjustierung der ehemaligen Heimwehr angelehnt. Sie bestand aus einem olivgrünen Hemd, einer schwarzen Krawatte und einer grünen Mütze mit dem ÖJV-Abzeichen. Auf dem Ärmel war ein Kruckenkreuz aufgenäht. Die weiblichen ÖJV-Angehörigen trugen ein Dirndlkleid mit einem Schultertuch, das von einer Brosche mit dem ÖJV-Abzeichen zusammengehalten wurde. Das Abzeichen war eine stilisierte Ineinanderfügung der Buchstaben OeJV. Die Fahne war auf der einen Seite grün und zeigte das Verbandszeichen, auf der anderen weiß mit einem Kruckenkreuz.